# Новоросляевка
Новоросляевка — село в Дергачёвском районе Саратовской области, в составе сельского поселения Демьясское муниципальное образование. 
Село расположено на левом берегу реки Алтата, примерно в 17 км (по прямой) в восточном направлении от районного центра посёлка Дергачи.
Население - 535 (2010)

## История
Казённая деревня Новоросляйка упоминаются в Списке населенных мест Российской империи по сведениям 1859 года. В 1859 году в Новоросляйке проживало 398 мужчин и 383 женщины. Деревня относилась к Новоузенскому уезду Самарской губернии. Впоследствии село также упоминается под названием Новопенделка.
Согласно Списку населённых мест Самарской губернии 1910 года Новоросляйка относилась к Дергачевской волости, здесь проживало 1279 мужчин и 1296 женщин, село населяли бывшие государственные крестьяне, преимущественно русские, православные, в селе имелись церковь, 2 земские школы, 12 ветряных мельниц, 2 овчинных завода, проводились 3 ярмарки.
В 1919 году в составе Новоузенского уезда село включено в состав Саратовской губернии.

## Население
Динамика численности населения по годам:
| 1859 | 1889 | 1897 | 1910 | 2002 |
| ---- | ---- | ---- | ---- | ---- |
| 782  | 1880 | 2063 | 2575 | 590  |

| 2002 | 2010 |
| ---- | ---- |
| 589  | ↘535 |